# Statuia Regelui Sfântul Ștefan (Dealul Gellért)

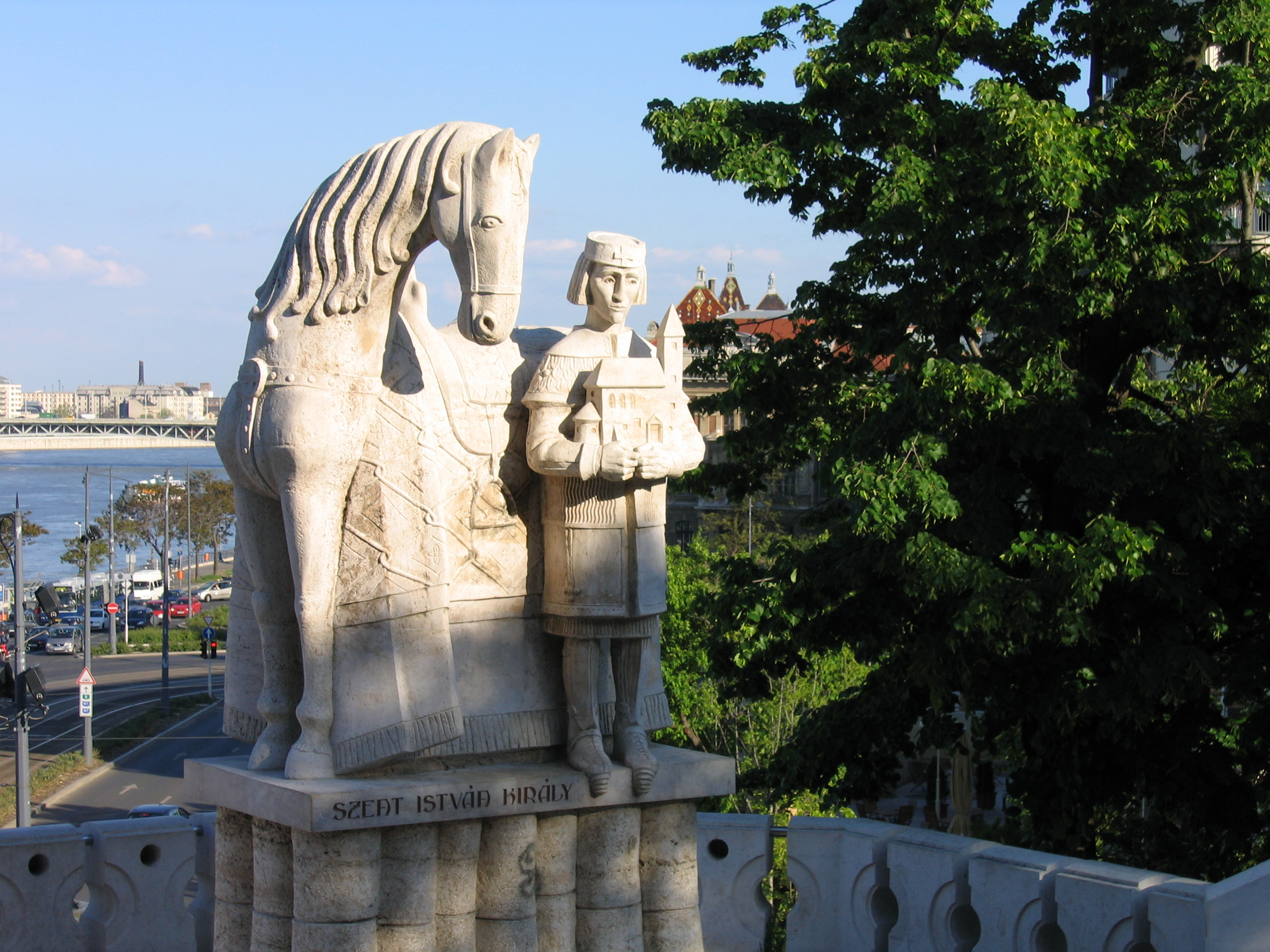
Statuia Regelui Sfântul Ștefan de pe Dealul Gellért

Statuia Regelui Sfântul Ștefan de pe Dealul Gellért este o creație artistică modernă din Budapesta închinat cinstirii memorie regelui Ștefan I al Ungariei. Este amplasat la baza dealului Gellért în piața omonimă de lângă podul Libertății. Amplasat pe o terasă de pe versantul sudic abrupt al dealului, în fața intrării în Biserica-Grotă Sf. Gerard, reprezintă un reper artistic și totodată un punct turistic al Budapestei. Este opera sculptorului Pál Kő și a fost dezvelită în 2001.